# San Antonio (Copán)
San Antonio (uit het Spaans: "Sint-Antonius") is een gemeente (gemeentecode 0415) in het departement Copán in Honduras.
Het dorp ontstond toen 5 of 6 families vanuit Antigua Guatemala naar dit gebied vluchtten nadat een aardbeving deze stad verwoest had. Zij bleven hier vanwege de vruchtbare landbouwgrond. Men noemde het dorp San Antonio del Descanso (descanso = "rust"), omdat men hier uitrustte als men te voet naar San Pedro Sula ging.
Het dorp San Antonio bevindt zich op een kleine hoogtevlakte aan de Río Triste, bij de uitlopers van de Sierra del Espíritu Santo.

## Bevolking
De bevolking is als volgt verdeeld:
| Vrouwen | 5008 | 49,8% |
| Mannen  | 5056 | 50,2% |

## Dorpen
De gemeente bestaat uit dertien dorpen (aldea), waarvan de grootste qua inwoneraantal: San Antonio (code 041501) en La Zumbadora (041505).